# Hirsutisme
L'hirsutisme és el desenvolupament exagerat de pèls segons el model masculí, que apareix en dones, adolescents i infants, de causa molt diversa, però amb relació amb una influència androgènica. La paraula és de principis del segle XVII: del llatí hirsutus que significa "pelut".
És observat especialment en el llavi superior, la barbeta, el pit, la línia alba, la part superior del triangle vellós púbic, les cuixes i les aixelles. Pot referir-se a un patró "masculí" del creixement del pèl que pot ser un signe d'una afecció mèdica més greu, sobretot si es desenvolupa bé després de la pubertat.
L'estigma cultural contra l'hirsutisme pot causar molta angoixa psicològica i dificultat social. La discriminació basada en l'hirsutisme facial sovint condueix a evitar situacions socials i a símptomes d'ansietat i depressió.
L'hirsutisme sol ser el resultat d'un trastorn endocrí subjacent, que pot ser suprarenal, ovàric o central. Pot ser causat per un augment dels nivells d'andrògens. La quantitat i la ubicació del pèl es mesura amb una puntuació de Ferriman-Gallwey. És diferent de la hipertricosi, que és una malaltia rara, consistent en un creixement excessiu del cabell a qualsevol part del cos. S'associa a vegades amb altres alteracions androgèniques, com dermatitis seborreica, acne i alopècia.
Els tractaments poden incloure determinades píndoles anticonceptives, antiandrògens o sensibilitzants a la insulina.
L'hirsutisme afecta entre el 5 i el 15% de les dones de tots els orígens ètnics. Segons la definició i les dades subjacents, aproximadament el 40% de les dones tenen algun grau de pèl facial. Al voltant del 10 al 15% dels casos d'hirsutisme són idiopàtics sense causa coneguda.

## Diagnòstic
- Anàlisis: testosterona sèrica.
- Examen ginecològic.
- Proves complementàries de diagnòstic suprarenal.